# NGC 2376
NGC 2376 је спирална галаксија у сазвежђу Близанци која се налази на NGC листи објеката дубоког неба.
Деклинација објекта је + 23° 4' 24" а ректасцензија 7h 26m 35,9s. Привидна величина (магнитуда) објекта NGC 2376 износи 14,4 а фотографска магнитуда 15,2. NGC 2376 је још познат и под ознакама MCG 4-18-17, CGCG 117-39, IRAS 07235+2310, PGC 21015.